# バルシュ
バルシュ（ルーマニア語: Balş）は、ルーマニアのオルト県に属する町。

## 地名
町名の由来には下記の3つの説がある。
1. バルシツァ川（Balşiţa）にちなんだ。
2. この地域では養蜂が盛んだったことから、トルコ語で「蜂蜜」を意味するバリシュ（Baliş）からとられた。
3. 5世紀か6世紀にこの地に入植した封建領主（ボヤール）の名にちなんだ。

## 歴史
1450年に設立された。1564年の文献に歴史上初めて登場する。

## 人口動態
2002年国勢調査での民族別人口は次の通り。
- ルーマニア人 - 2万552人
- ロマ - 619人
- その他 - 27人

また、宗派別の人口は次の通り。
- 東方正教会 - 2万1043人
- セブンスデー・アドベンチスト教会 - 47人
- バプテスト教会 - 36人
- ペンテコステ派 - 19人
- ローマ・カトリック - 8人
- 無神論 - 5人
- その他 - 32人

### 人口の推移
| 年     | 人口      |
| ------ | --------- |
| 1864年 | 1700人    |
| 1884年 | 2500人    |
| 1921年 | 5000人    |
| 1938年 | 5300人    |
| 1948年 | 6128人    |
| 1973年 | 1万1578人 |
| 1992年 | 2万4560人 |
| 2002年 | 2万1195人 |